# Diócesis de Fulda
La diócesis de Fulda (en latín: Dioecesis Fuldensis y en alemán: Bistum Fulda) es una circunscripción eclesiástica de la Iglesia católica en Alemania. Se trata de una diócesis latina, sufragánea de la arquidiócesis de Paderborn. Desde el 13 de diciembre de 2018 su obispo es Michael Gerber.

## Territorio y organización

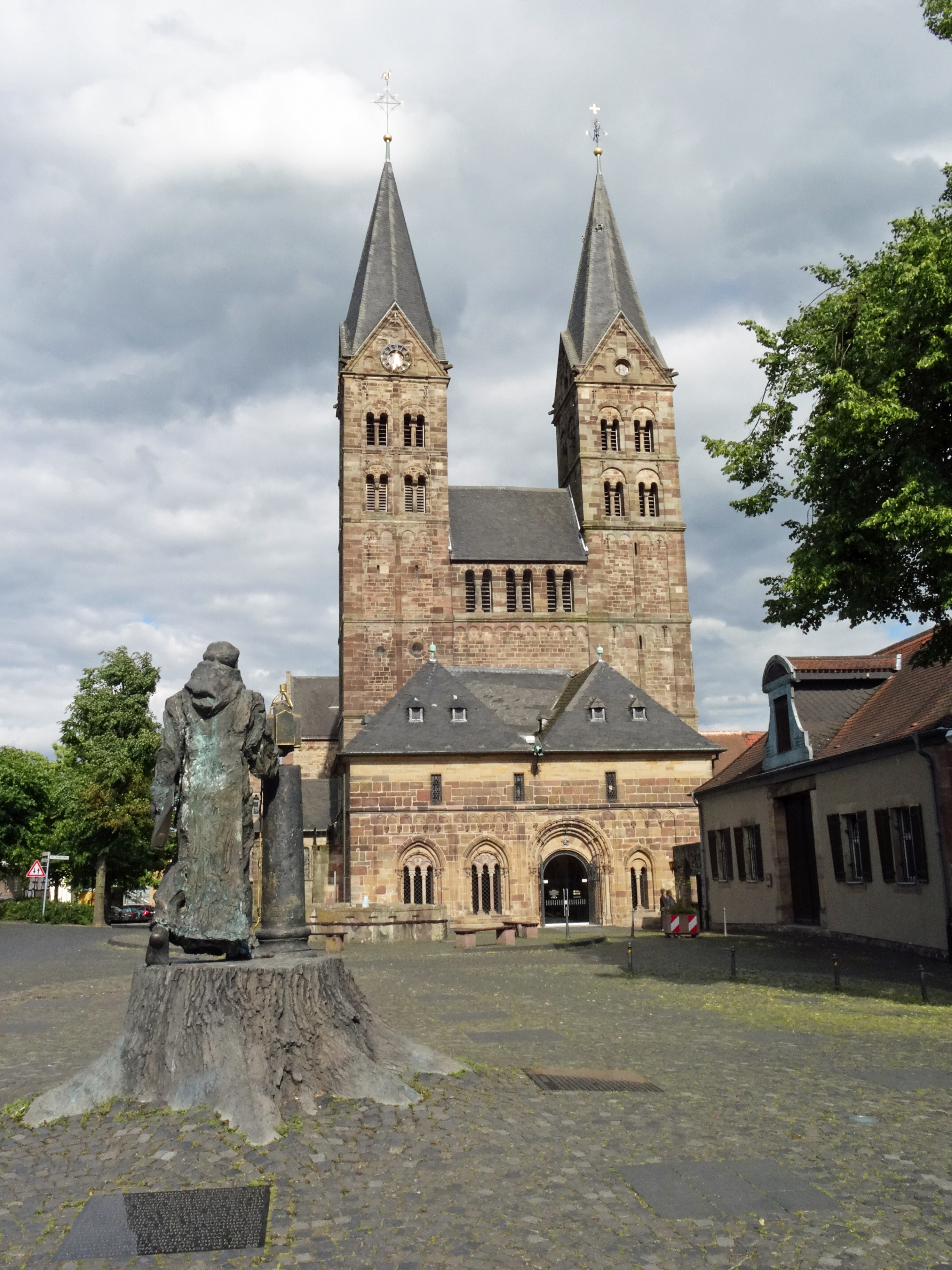
Basílica menor de San Pedro, en Fritzlar

La diócesis tiene 10 318 km² y extiende su jurisdicción sobre los fieles católicos de rito latino residentes en el norte y este del estado de Hesse, y en menor medida, el oeste de Turingia (la zona alrededor de Geisa) y en el noroeste de Baviera el enclave del curato de Ostheim vor der Rhön (aunque desde 1945 está a cargo pastoralmente de la diócesis de Wurzburgo).

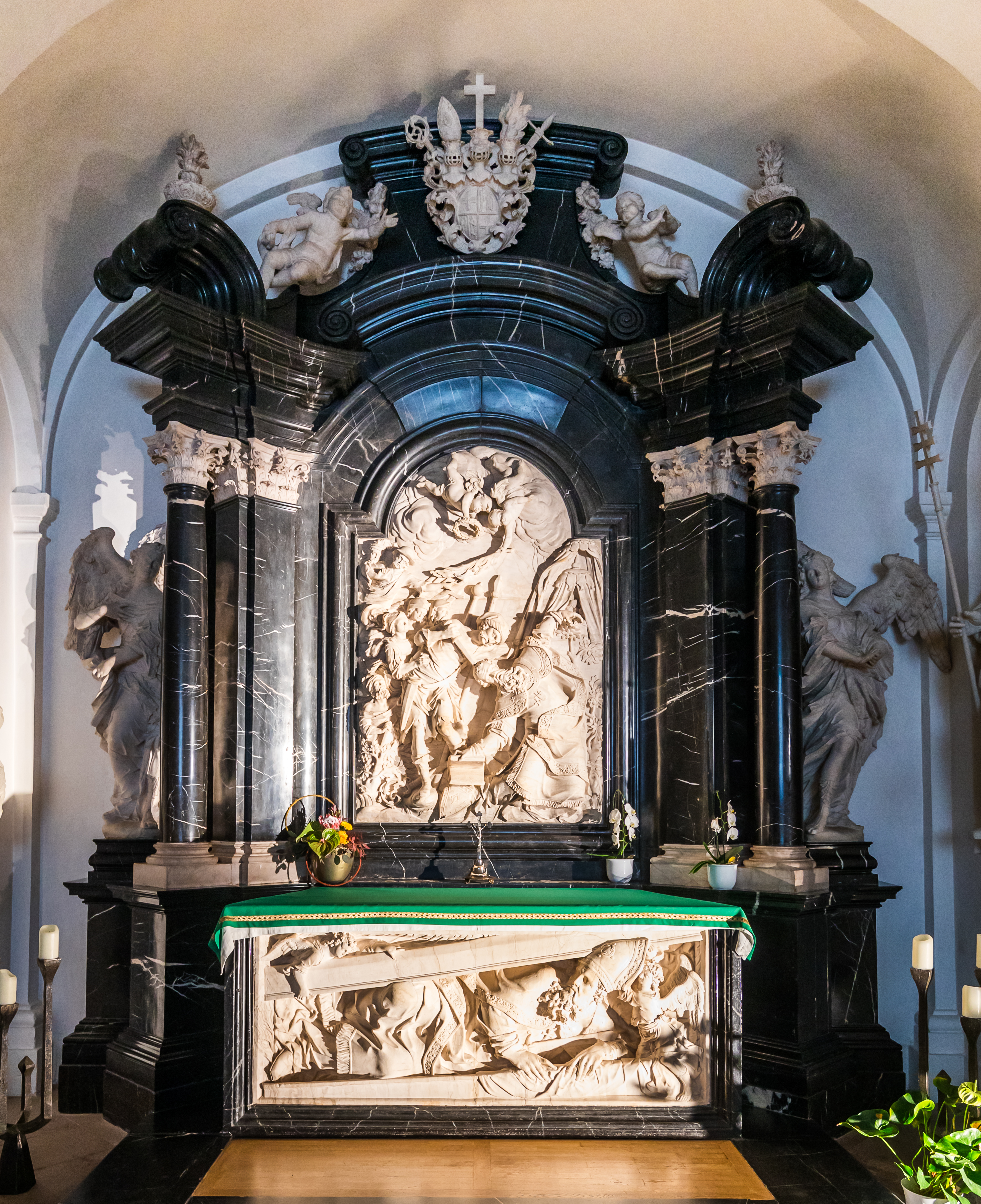
Tumba de san Bonifacio en la Catedral de Fulda, considerado el apóstol de Alemania

La sede de la diócesis se encuentra en la ciudad de Fulda, en donde se halla la Catedral de Cristo Salvador. En Fritzlar se encuentra la basílica menor de San Pedro.
En 2023 en la diócesis existían 183 parroquias agrupadas en 10 decanatos: Eschwege-Bad Hersfeld, Fritzlar, Fulda, Hanau, Hünfeld-Geisa, Kassel-Hofgeismar, Kinzigtal, Marburg-Amöneburg, Neuhof-Großenlüder y Rhön.

## Historia
El monasterio benedictino de Fulda fue fundado en 744 por Esturmio de Fulda, discípulo de Bonifacio, como uno de los baluartes de Bonifacio para la reorganización de la Iglesia de Alemania, y una base para los misioneros que acompañaron a los ejércitos de Carlomagno en su política y militar contra Sajonia.
El patrocinador inicial de la abadía fue Carloman, hijo de Carlos Martel. El apoyo del mayordomo de palacio de Aquisgrán y, más tarde, de los pipínidas y carolingios, fue importante para el éxito de Bonifacio. Fulda también recibió el apoyo de varias familias nobles que gravitaban en torno a la corte carolingia. Esturmio, que fue su abad de 747 a 779, probablemente estaba relacionado con los agilolfingas, duques de Baviera. Fulda recibió importantes y constantes donaciones de los etichonidas, una familia noble de Alsacia, y por los Corradini, predecesores de los emperadores salios del Sacro Imperio Romano Germánico. Bajo Esturmio, estas donaciones ayudaron a la abadía a establecer más casas en Johannesberg y Petersberg, cerca de Fulda.
Después de su martirio por la gente de Frisia, las reliquias de Bonifacio fueron devueltas a Fulda. Debido a este hecho, las donaciones al monasterio aumentaron considerablemente y Fulda pudo construir otras casas religiosas, como la de Hamelín. Mientras tanto, Lulo, sucesor de Bonifacio como arzobispo de Maguncia, intentó absorber la abadía dentro de los límites de su arquidiócesis, pero sin éxito. Para esto fundó la abadía de Hersfeld en el borde del área de Fulda.
Entre 790 y 819 la comunidad reconstruyó el monasterio principal para dar un nuevo hogar a las reliquias. El proyecto se basó en el modelo de un edificio que data del siglo IV (previamente demolido), la antigua basílica de San Pedro en Roma, utilizando partes del crucero y la cripta para albergar los restos de Bonifacio, considerado el "apóstol de Alemania". La cripta y el resto de la abadía original aún conservan estas reliquias, pero la iglesia fue completamente reconstruida en época barroca. No lejos de la iglesia queda una pequeña capilla que data del siglo IX, en el lugar donde más tarde se fundó una abadía femenina.
Rabanus Maurus fue abad de Fulda de 822 a 842.
Desde su fundación, la abadía de Fulda y sus territorios quedaron bajo la autoridad imperial mediante el establecimiento de un principado soberano sujeto únicamente al emperador del Sacro Imperio Romano Germánico.
La diócesis de Fulda fue erigida el 5 de octubre de 1752 con la bula del papa Benedicto XIV In Apostolicae dignitatis y el príncipe abad recibió el título tradicional de príncipe obispo. Originalmente la diócesis estaba inmediatamente sujeta a la Santa Sede. Los príncipes-obispos gobernaron Fulda y sus posesiones en la región hasta que la dominación napoleónica disolvió el obispado en 1803.
.
En el siglo XVIII la abadía de Fulda y la ciudad se vieron afectadas por la influencia barroca, otorgándole el título de "Ciudad Barroca". Esto condujo a una renovación en el estilo de la Catedral de Fulda (1704-1712) y el Stadtschloss (castillo-palacio, 1707-1712) por Johann Dientzenhofer. La iglesia parroquial de la ciudad, dedicada a san Blas, fue construida entre 1771 y 1785.
De 1764 a 1789 Fulda fue famosa por sus fábricas de porcelana. Debido a su calidad y rareza, los productos de esta artesanía siguen siendo muy buscados y apreciados en la actualidad. Las fábricas fueron construidas bajo el gobierno del príncipe-obispo Heinrich von Bibra, pero fueron cerradas a su muerte por su sucesor, el príncipe-obispo Adalbert von Harstall.
El 16 de agosto de 1821, en virtud de la bula Provida solersque del papa Pío VII, con la que se reorganizaron las diócesis alemanas tras el Congreso de Viena, se hizo coincidir el territorio de Fulda con el del Electorado de Hesse, al que se añadieron nueve parroquias del Ducado de Sajonia-Weimar-Eisenach. La diócesis constaba de 70 parroquias: además de las 9 de Sajonia-Weimar-Eisenach y las 40 que ya le pertenecían, se anexaron a Fulda las parroquias de otras diócesis que ahora caían dentro del territorio del Electorado de Hesse, a saber, 20 de la diócesis de Maguncia y una de la diócesis de Paderborn. Al mismo tiempo, la diócesis se convirtió en sufragánea de la arquidiócesis de Friburgo de Brisgovia.
Tras el Concordato con Prusia de 1929, ratificado el 13 de agosto de 1930 con la bula Pastoralis officii nostri del papa Pío XI, Fulda pasó a formar parte de la provincia eclesiástica de la arquidiócesis de Paderborn; al mismo tiempo se redefinieron las fronteras diocesanas, con la adquisición de territorios de la arquidiócesis de Paderborn (Érfurt y Heiligenstadt) y la cesión de parroquias a las sedes de Hildesheim y Limburgo.
Después de la Segunda Guerra Mundial, partes de las diócesis de Fulda y de Wurzburgo se encontraron en la zona de ocupación soviética y luego en la República Democrática Alemana y fue cada vez más difícil para los obispos gobernar esos sectores de sus diócesis. Los obispos de Fulda establecieron entonces un vicariato general (Bischöflich-fuldaische Generalvikariat) en Érfurt, mientras que los de Wurzburgo establecieron un comisariado episcopal (Bischöfliches Kommissariat) en Meiningen. En 1973 la Santa Sede unió los dos territorios en el Bischöflichen Amt Erfurt-Meiningen (administración apostólica de Érfurt-Meiningen), confiando su gestión pastoral a un administrador apostólico con carácter de obispo, suspendiendo efectivamente la jurisdicción de los obispos de Fulda y de Wurzburgo.
El 20 de noviembre de 1961, con la carta apostólica Propugnatur fidei, el papa Juan XXIII proclamó a los santos Esturmio, abad, y Bonifacio, obispo y mártir, principales patronos de la diócesis.
En 1994, al mismo tiempo que se erigía la diócesis de Érfurt en el territorio de Bischöflichen Amt Erfurt-Meiningen, se redefinieron las fronteras de las diócesis vecinas: Fulda adquirió la parroquia de Dietlas, pero perdió las de Abterode, Gasteroda, Vitzeroda, Hämbach, Kaiseroda, Tiefenort y Weissendiez mediante la bula Quo aptius del papa Juan Pablo II.
A partir del 31 de marzo de 2007 se adoptó una nueva subdivisión territorial en 10 decanatos (anteriormente había 29).

## Estadísticas
Según el Anuario Pontificio 2024 la diócesis tenía a fines de 2023 un total de 377 350 fieles bautizados.
| Año                                                                             | Población            | Población | Población      | Sacerdotes | Sacerdotes    | Sacerdotes    | Bautizados por sacerdote | Diáconos permanentes | Religiosos | Religiosos | Parroquias |
| Año                                                                             | Bautizados católicos | Total     | % de católicos | Total      | Clero secular | Clero regular | Bautizados por sacerdote | Diáconos permanentes | Varones    | Mujeres    | Parroquias |
| ------------------------------------------------------------------------------- | -------------------- | --------- | -------------- | ---------- | ------------- | ------------- | ------------------------ | -------------------- | ---------- | ---------- | ---------- |
| 1950                                                                            | 782 036              | 3 713 376 | 21.1           | 501        | 381           | 120           | 1560                     |                      | 195        | 2048       | 284        |
| 1970                                                                            | 712 825              | 3 638 170 | 19.6           | 727        | 613           | 114           | 980                      |                      | 218        | 901        | 380        |
| 1980                                                                            | 474 232              | 1 830 000 | 25.9           | 494        | 371           | 123           | 959                      | 7                    | 191        | 741        | 233        |
| 1990                                                                            | 463 497              | 1 800 000 | 25.7           | 482        | 380           | 102           | 961                      | 13                   | 149        | 567        | 232        |
| 1999                                                                            | 450 543              | 1 870 000 | 24.1           | 403        | 353           | 50            | 1117                     | 18                   | 115        | 602        | 172        |
| 2000                                                                            | 447 275              | 1 910 000 | 23.4           | 402        | 352           | 50            | 1112                     | 17                   | 103        | 435        | 172        |
| 2001                                                                            | 447 431              | 1 931 027 | 23.2           | 425        | 336           | 89            | 1052                     | 22                   | 136        | 411        | 172        |
| 2002                                                                            | 443 663              | 1 950 000 | 22.8           | 390        | 333           | 57            | 1137                     | 27                   | 112        | 418        | 172        |
| 2003                                                                            | 441 663              | 3 147 000 | 14.0           | 408        | 323           | 85            | 1082                     | 29                   | 134        | 400        | 172        |
| 2004                                                                            | 440 593              | 3 212 000 | 13.7           | 379        | 321           | 58            | 1162                     | 32                   | 112        | 378        | 173        |
| 2006                                                                            | 434 916              | 2 300 000 | 18.9           | 365        | 311           | 54            | 1191                     | 35                   | 83         | 330        | 223        |
| 2013                                                                            | 403 668              | 1 714 494 | 23.5           | 327        | 286           | 41            | 1234                     | 49                   | 85         | 231        | 305        |
| 2016                                                                            | 402 200              | 1 721 000 | 23.4           | 356        | 280           | 76            | 1129                     | 54                   | 112        | 188        | 292        |
| 2019                                                                            | 382 442              | 1 723 473 | 22.2           | 339        | 262           | 77            | 1128                     | 60                   | 119        | 161        | 209        |
| 2021                                                                            | 377 200              | 1 727 479 | 21.8           | 328        | 257           | 71            | 1150                     | 56                   | 94         | 249        | 204        |
| 2023                                                                            | 377 350              | 1 731 050 | 21.8           | 305        | 240           | 65            | 1237                     | 51                   | 232        | 231        | 183        |
| Fuente: Catholic-Hierarchy, que a su vez toma los datos del Anuario Pontificio. |                      |           |                |            |               |               |                          |                      |            |            |            |

## Episcopologio

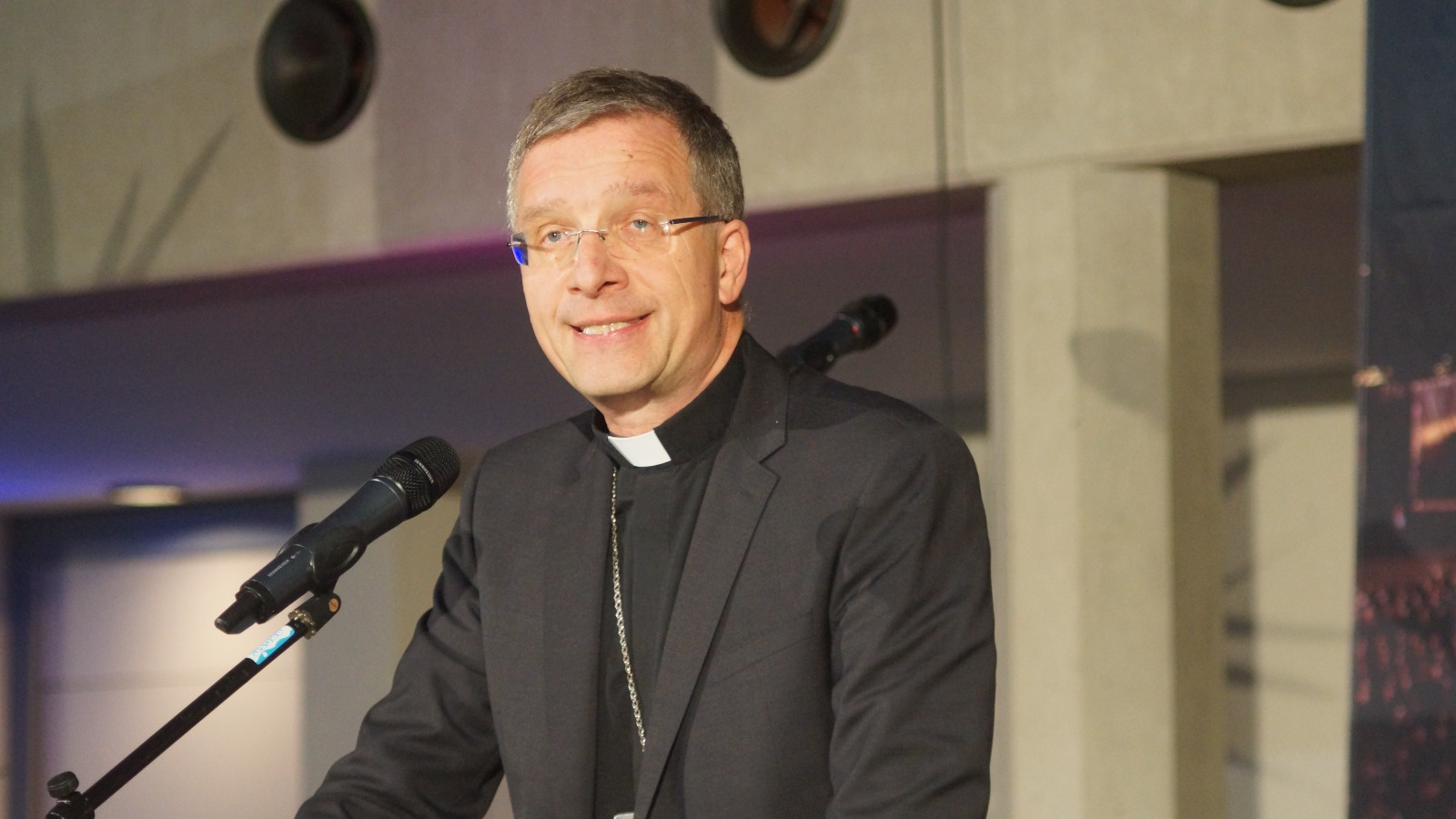
Michael Gerber, obispo de Fulda desde 2018

- Amand von Buseck, O.S.B. † (5 de octubre de 1752-4 de diciembre de 1756 falleció)
- Adalbert von Walderdorff, O.S.B. † (17 de enero de 1757-16 de septiembre de 1759 falleció)
- Heinrich von Bibra, O.S.B. † (22 de octubre de 1759-25 de septiembre de 1788 falleció)
- Adalbert (Wilhelm Adolph Heinrich) von Harstall, O.S.B. † (18 de noviembre de 1788-8 de octubre de 1814 falleció)
- Heinrich (Philipp Ernst) von Warnsdorf, O.S.B. † (8 de octubre de 1814-17 de febrero de 1817 falleció)
  - Sede vacante (1817-1828)
- Johann Adam Rieger † (23 de junio de 1828-30 de julio de 1831 falleció)
- Johann Leonard Pfaff † (24 de febrero de 1832-3 de enero de 1848 falleció)
- Christoph Florentius Kött † (11 de diciembre de 1848-14 de octubre de 1873 falleció)
- Georg von Kopp † (15 de noviembre de 1881-9 de agosto de 1887 nombrado obispo de Breslavia)
- Joseph Weyland † (25 de noviembre de 1887-11 de enero de 1894 falleció)
- Georg Ignatz Komp † (21 de mayo de 1894-24 de marzo de 1898 nombrado arzobispo de Friburgo en Brisgovia)
- Adalbert Endert † (31 de agosto de 1898-17 de julio de 1906 falleció)
- Joseph Damian Schmitt † (23 de febrero de 1907-10 de abril de 1939 falleció)
- Johann Baptist Dietz † (10 de abril de 1939 por sucesión-2 de octubre de 1958 renunció[nota 2])
- Adolf Bolte † (30 de junio de 1959-5 de abril de 1974 falleció)
- Eduard Schick † (18 de diciembre de 1974-1 de julio de 1982 retirado)
- Johannes Dyba † (1 de junio de 1983-23 de julio de 2000 falleció)
- Heinz Josef Algermissen (20 de junio de 2001-5 de junio de 2018 retirado)
- Michael Gerber, desde el 13 de diciembre de 2018